# Seminário Teológico de Asbury
O Seminário Teológico Asbury (em inglês: Asbury Theological Seminary) é uma instituição de pós-graduação metodista e multi-denominacional que oferece programas de mestrado e de pós-graduação através das escolas de Interpretação e Proclamação Bíblica, Teologia e Formação, Teologia Prática, Missão Mundial e Evangelismo e Estudos de Pós-graduação. O campus principal está localizado em Wilmore, Kentucky, perto de Lexington.

## História

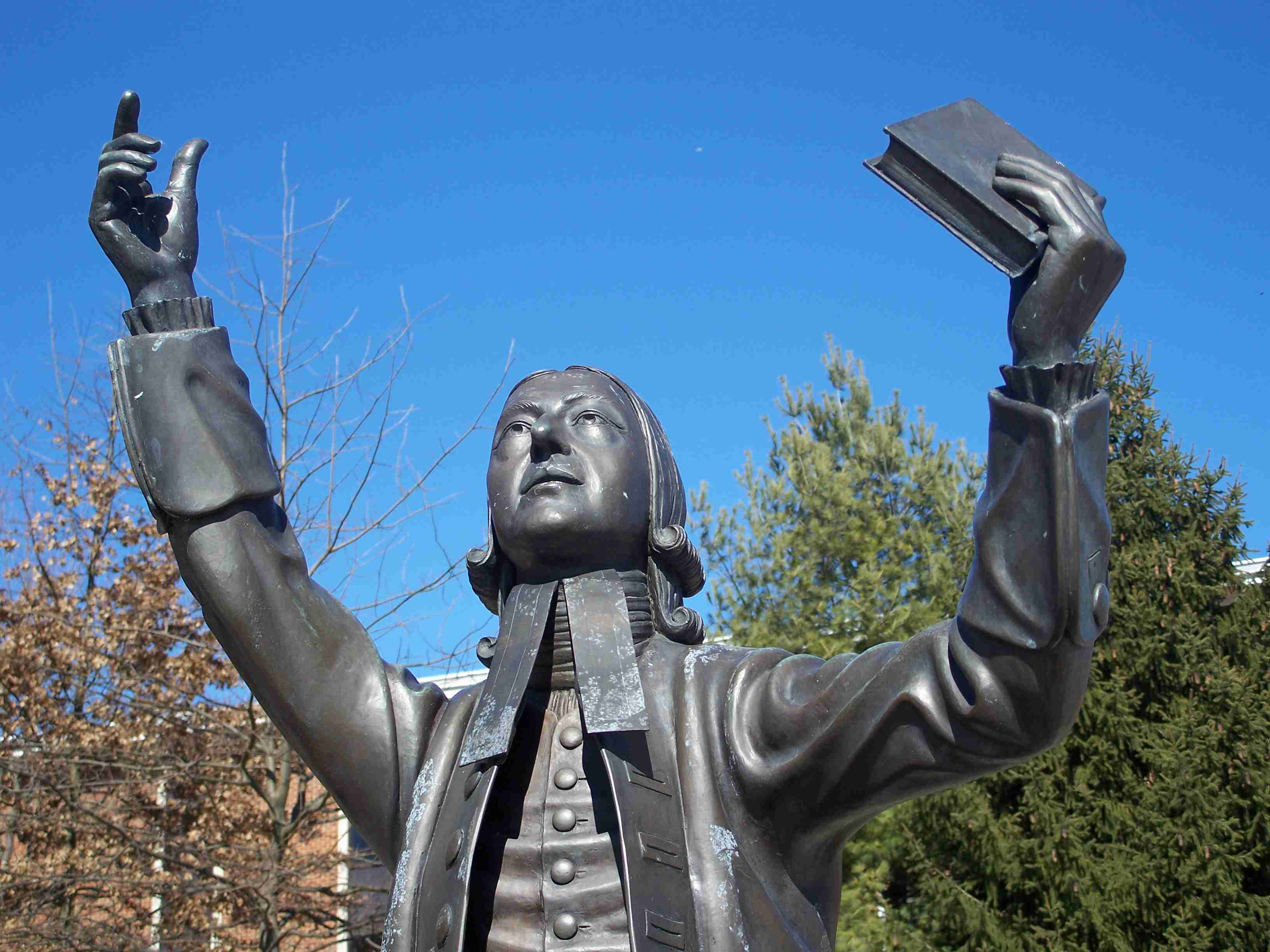
Estátua de John Wesley no campus de Wilmore do Seminário Asbury

O Seminário Teológico Asbury foi fundado em Wilmore em 1923 pelo seu primeiro presidente, Henry Clay Morrison. Nesta mesma época Morrison também era presidente da Universidade Asbury (então chamada Faculdade Asbury). Em 1940, o Seminário Asbury se separou da faculdade para melhor atender aos requisitos para acreditação. Devido à proximidade das duas escolas (que estão situadas na mesma rua, uma de frente para a outra), o nome semelhante e a tradição teológica comum, muitos confundem as duas instituições. Embora sejam instituições independentes, as escolas mantêm uma relação colegiada que beneficia uma a outra. O atual presidente do seminário é o Dr. Timothy Tennent, Ph.D., atuando como o oitavo presidente desde 1º de julho de 2009.

## Alunos notáveis
- Gene Amondson, pintor, escultor, ministro cristão e proibicionista americano.
- Ted Strickland, 68º Governador de Ohio e ex-membro da Câmara dos Representantes dos Estados Unidos.
- Paul Rader, líder religioso americano. 15º general do Exército da Salvação (1994 a 1999) e ex-presidente da Universidade Asbury (2000 a 2006).
- Jacob DeShazer, combatente americano que participou do Ataque Doolittle. Prisioneiro de guerra no Japão, e depois missionário no Japão pela Igreja Metodista Livre.
- David Toshio Tsumura, reconhecido erudito cristão japonês e autor do New International Commentary on the Old Testament (em português: Novo Comentário Internacional do Antigo Testamento).

## Membros notáveis da faculdade
- Ben Witherington III, professor de Novo Testamento e autor de diversas obras.
- Howard A. Snyder, ex-professor da disciplina Evangelismo.
- Craig S. Keener, professor de Novo Testamento, conhecido por sua experiência em fontes greco-romanas e judaicas.

## References
1. ↑  https://www.hotcourses.com.br/study/us-usa/school-college-university/asbury-theological-seminary/3277/international.html
2. ↑  «Cópia arquivada». Consultado em 26 de setembro de 2017. Arquivado do original em 1 de novembro de 2017